# Александер Палло
Александр Палло (ест. Aleksander Pallo; 12 березня 1890, Євпаторійський повіт, Таврійська губернія, Крим — 13 червня 1958, Стокгольм) — естонський дипломат.
У 1910–1914 та 1922–1924 роках навчався на юридичному факультеті Тартуського університету, член Естонського студентського товариства.
Александер Палло брав участь у Першій світовій та громадянській війнах у Росії.
З 1922 року працював у Міністерстві закордонних справ, був начальником інформаційного бюро МЗС, у різний час був прес-аташе московського посольства, секретарем-консулом посольства в Гельсінкі та радник паризького посольства.
У 1941 році виїхав до Фінляндії з Парижа, був редактором естонських і російських програм фінського радіо. У травні 1943 року вступив до армії Фінляндії, служив у розвідувальному управлінні Генерального штабу.
У вересні 1944 р. переїхав до Швеції, був архівним співробітником Естонського комітету. У 1948–1954 роках був представником Естонії у Франції.
Був одним із засновників Естонського національного фонду, членом комітету у закордонних справах Національної ради Естонії.

## Нагороди
- Орден Білої троянди (Фінляндія) (1934)
- Орден Білої зірки III ступеня (1938)
- Орден Відродження Польщі III ступеня

## Поилання
- TÜ üliõpilased (ест.)